# Ctenomys tucumanus
Ctenomys tucumanus är en däggdjursart som beskrevs av Thomas 1900. Ctenomys tucumanus ingår i släktet kamråttor, och familjen buskråttor. IUCN kategoriserar arten globalt som otillräckligt studerad. Inga underarter finns listade i Catalogue of Life.
Denna gnagare förekommer i en mindre region i nordvästra Argentina. Den lever där i ett slättlandskap.